# Волжина Оксана Борисівна
Волжина Оксана Борисівна (рос. Волжина Оксана Борисовна; нар. 1979, Москва, РРФСР, СРСР) — волонтерка, громадська діячка, засновниця та директорка приватної школи «7Fields» у Київській області. Вона також є ініціаторкою соціальних і освітніх проєктів, спрямованих на підтримку дітей, постраждалих від російсько-української війни.

## Біографія
Оксана Волжина народилася 1979 в Москві, РРФСР, СРСР. 2023 року в інтерв'ю NV повідомила, що незважаючи на російське громадянство, 16 років мешкає в Україні.
У 2017 році заснувала приватну школу «7Fields» в селі Семиполки Київської області.
З початком російського повномасштабного вторгнення, за власними словами «вступила до лав ТрО, потім в ДФТГ». Спочатку збирала гуманітарну допомогу та супроводжувала іноземних журналістів до Харкова і Запоріжжя.
Згодом зосередила свою діяльність на підтримці дітей та сімей, які постраждали від війни. Вона стала одним із організаторів евакуації дітей із зони бойових дій, зокрема з Донецької області: Бахмут, Авдіївка та Херсонської області: Олешки. Її діяльність висвітлювалась у місцевих та міжнародних ЗМІ.
З 2022 року її приватна школа на безкоштовних умовах забезпечує освіту, проживання та психологічну підтримку дітям, які стали жертвами війни.
У грудні 2023 року Оксана взяла участь у телепередачі «Тихий вечір з Оленою Кравець».
Під її керівництвом було організовано низку проєктів для підтримки дітей, включаючи табір для переселенців.
У 2023 році співорганізувала виставку «Фортеця Бахмут» у Національному музеї історії України.